# Katarina Mikaela av Österrike
Katarina Mikaela av Österrike, född 10 oktober 1567 i Madrid, död 7 november 1597 i Turin, var en spansk infantinna (prinsessa) och genom giftermål hertiginna av Savojen; hon gifte sig 1585 med hertig Karl Emanuel I av Savojen. Hon var flera gånger Savojens regent under makens frånvaro. 

## Biografi
Katarina Mikaela var andra dotter till Filip II av Spanien och Elisabeth av Valois. Hon beskrivs som vacker, bildad och intelligent och väl medveten om sin höga status. 

### Giftermål
Karl Emanuel I föreslog äktenskapet som en allians mellan Spanien och Savojen. Han ville få Spaniens stöd mot Frankrike för sina expansionsplaner. I hemgift ville han gärna få spanska Monferrato, provinsen Bresse, nära Franche-Comté och ön Sardinien. Den politiska situationen ändrades dock så Savojen inte längre var i position att begära landområden som hemgift, och i slutändan fick Katarina Mikaela inte ens pengar i hemgift, men äktenskapet ingicks likväl. Savojen gick med förlust, då bröllopet firades med den pompa Spanien krävde. Vigseln ägde rum i Zaragoza den 11 mars 1585. Paret gjorde sitt intåg i Turin i Savojen den 10 augusti 1585. 

### Hertiginna av Savojen
Katarina Mikaela försökte införa spansk pompa och klädedräkt vid hovet i Turin. Hon blev först illa omtyckt på grund av sin arrogans, men blev så småningom respekterad när hon visade sin politiska och diplomatiska talang. Hon tjänstgjorde flera gånger som regent då Karl Emanuel I var frånvarande under fälttåg, bland annat under fälttåget 1594. Enligt samtida omdömen hade hon också inflytande över Karl Emanuel I.[källa behövs] Hon höll regelbunden kontakt med spanska hovet, men vann respekt då hon försvarade Savojens självständighet och oberoende; bland annat avböjde hon erbjudandet om att installera en spansk garnison i Turin under förevändning att ge henne en livvakt. 
Hon hanterade skattepolitik och lån av pengar från Madrid och även spekulation för att sköta den savojardiska ekonomin. Katarina Mikaela uppmuntrade också kulturlivet, lät uppföra nya offentliga byggnader, grundade ett konstgalleri och inbjöd till hovet personer som Tasso, Chiabrera, Marini, Tassoni och Botero. Hon avled vid ett missfall, enligt uppgift av den chock hon fick av den falska nyheten om makens död.